# 緞帳

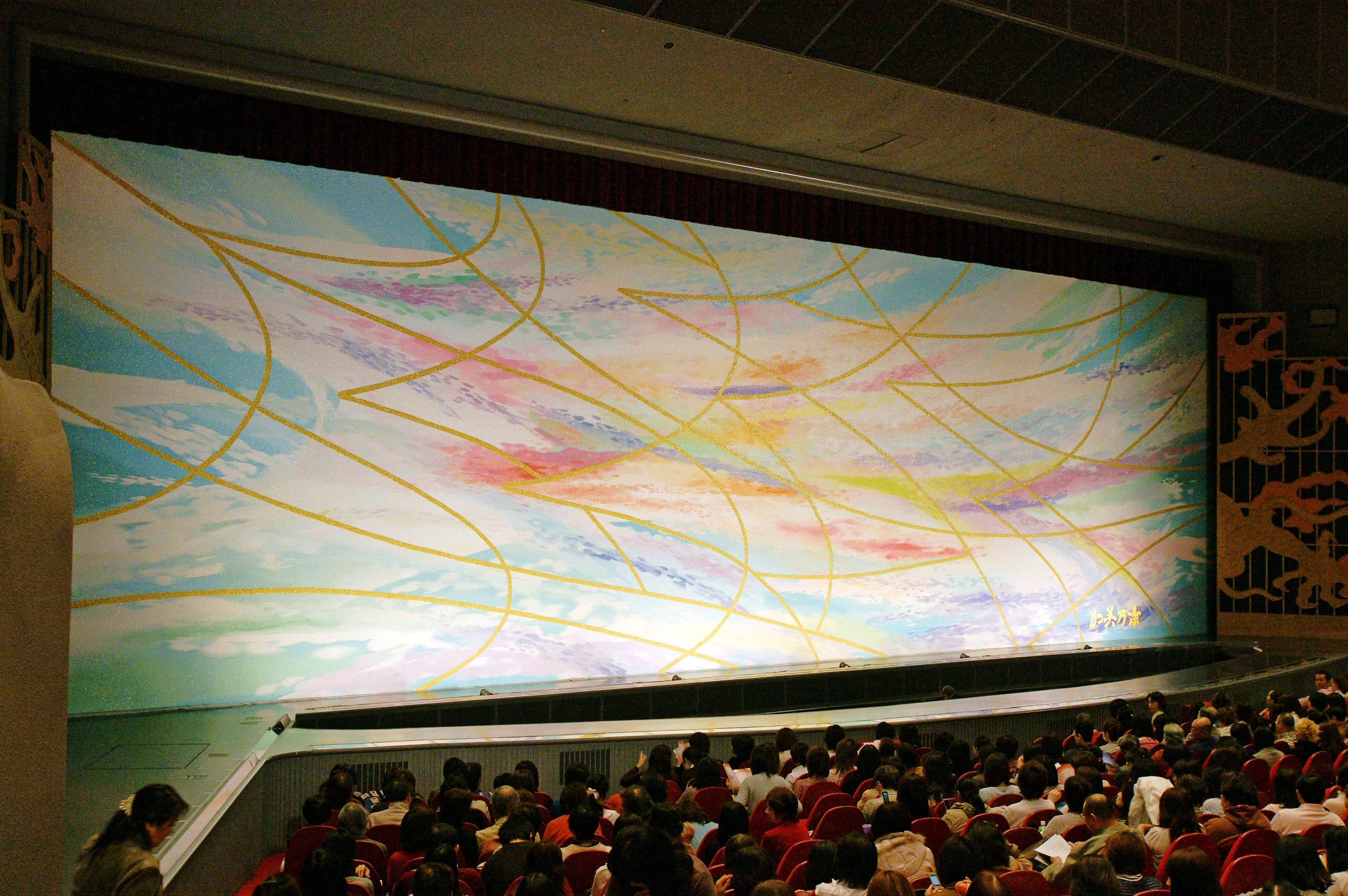
宝塚大劇場の緞帳

緞帳（どんちょう）とは、舞台にある幕のひとつで、客席から舞台を隠すための幕である。略してどんと言うこともある。

## 意義
芝居ではその始まりと終わりを示し観客を誘い込む、重要な役割を担う物のひとつである。演出上、また構造上ないこともある。通常のクラシック音楽系のコンサートでは演出上でなければほぼ使われない。またポピュラー音楽系のコンサートでも最近は使われないことが多い｡
各劇場・ホールで様々な形や模様、絵柄のものがある。開場後開演までの間及び終演後に長時間客の目に触れるため印象に残りやすく、その施設の顔とも言える。プロセニアム形式の舞台には必ずあるが、小規模な劇場には設置されていないこともある。
現在一般的なタイプの緞帳は、1880年に東京・新富座に設置されたものが端緒であるとされる。前年にオープンした同劇場で、ちょうど来日していたユリシーズ・グラント（アメリカ元大統領）が観劇したことがきっかけで、グラントから贈られた幕を緞帳の形に仕立てて使用したという。
緞帳には比較的太めの糸が使用されることから、重量は1平方メートルあたり平均で4kg程度あり、大劇場で使用されるものになると総重量が1トン近くになることも珍しくない。また、緞帳を巻き上げる紐・チェーン等の経年劣化により、緞帳が落下する事故が起きることもある。その重量故に、中には落下に巻き込まれた人間が怪我を負う事例もある。

## 緞帳の種類

### 緞帳
単に緞帳という場合には、上下に昇降する物のことを言う。
多目的ホールなどで1種類しか設置していない場合は、単に昇降する緞帳となる場合が殆どである。

### 絞り緞帳

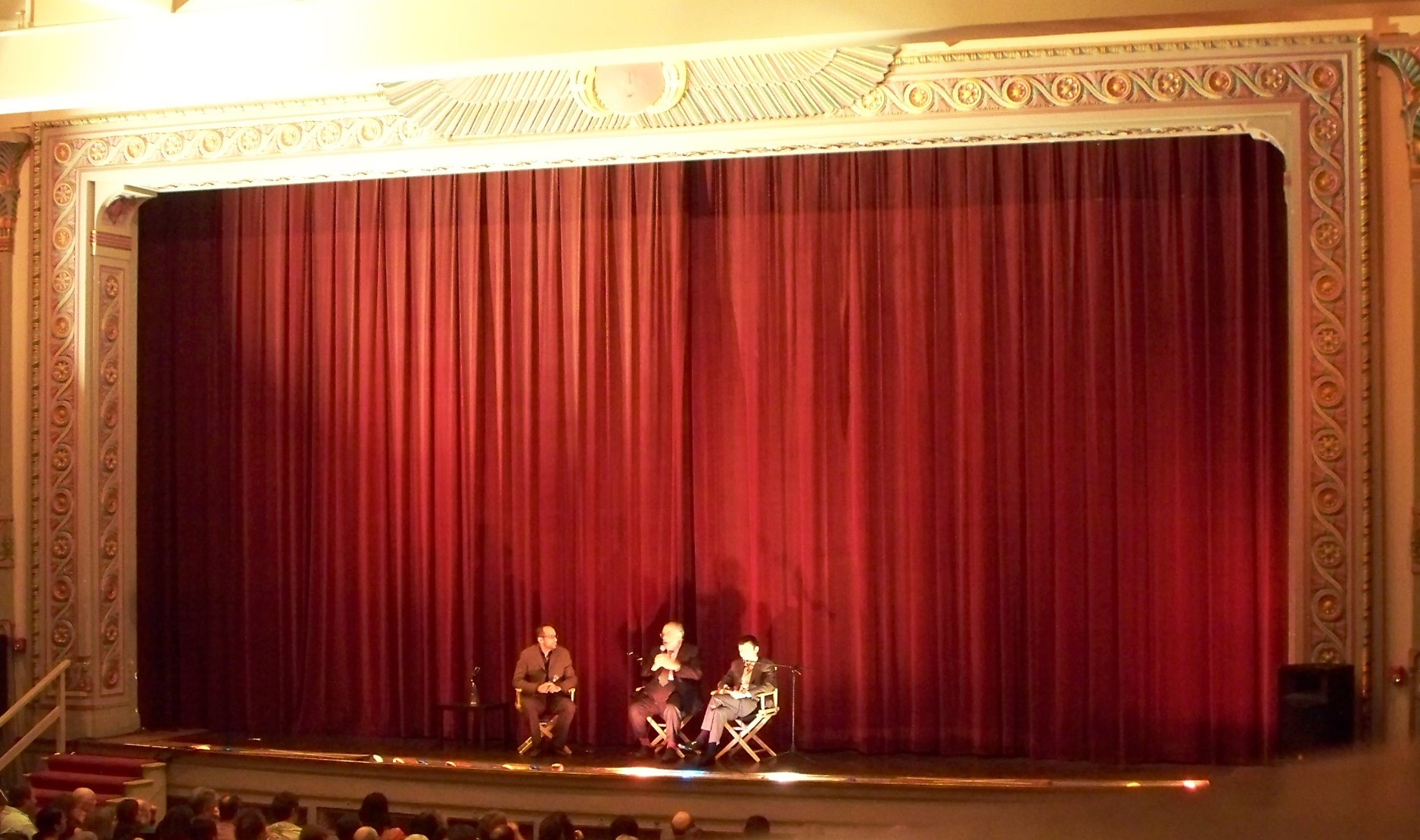

絞り緞帳（しぼりどんちょう）は、緞帳裏面にワイヤーを数本取り付け、全面に細かいひだを取った緞帳。閉じている時はカーテンのように見える。
クラシックバレエ等で使用する物であるが、全般的に利用頻度が低くメンテナンスも不可能で交換しかないため、あまり積極的に設置されるものではない。ワイヤーの巻上装置により、緞帳の上げかたに変化をつけることが可能な変形絞りと呼ばれるものもある。
生地は、比較的薄手でしなやかで、しかも丈夫な生地が適している。

### 引割り緞帳
引割り緞帳（ひきわりどんちょう）は、中央から割れる形式の緞帳で「割どん」ともいう。

### 引き幕
引き幕（ひきまく）上手もしくは下手側に開閉する緞帳。日本で代表的なのは歌舞伎等で使用する茶・黒・緑の縦縞の幕で、この色を「茶汲み」と覚えればよい。

### オペラカーテン
引き割り方式で、幕が中央から割れて両サイド上方に向かって開く緞帳。
裏面にロープやワイヤーが斜め方向に取り付けてあり、開閉方法にもイタリア式、ドイツ式、フランス式等様々な形式がある。上手緞帳と下手緞帳は舞台中央部分で数十センチメートル重なるように設置する。日本では通常、客席から見て上手緞帳が手前にきて、下手緞帳は奥になるよう設置しているが、欧米のオペラ劇場では、重ね方が日本と逆になっていることも多いようである。
生地は一重仕立てで裏生地は付かない。

## 操作
緞帳の操作は施設によって違うが、電動式で舞台袖などの操作盤に開閉ボタンがあることが多い。安全な操作と故障防止の為、ほとんどの場合、他の吊り物・舞台機構同様に係員（いわゆる小屋付き）のみが行う。

## 派生語
緞帳という言葉は使っていないが、ここから出た言葉。「開く」「引く」は定式幕の動きからきていると思われる。
- 幕が開く（上がる）
舞台が始まることから転じて、ある出来事などが始まること。
- 幕を引く（降ろす）
上の対義語で、ある出来事などを終わりにすること。